# خليل قريشي
خلـيل قريشي (بالإنجليزية: Khalil Qureshi)‏ هو كيميائي ومهندس باكستاني، ولد في القرن العشرين في لاهور في باكستان.